# Gisela Klein
Gisela Klein z domu Ellenberger (ur. 12 lipca 1950 w Wuppertalu) – niemiecka lekkoatletka, sprinterka i biegaczka średniodystansowa. W czasie swojej kariery startowała w barwach Republiki Federalnej Niemiec.
Na halowych mistrzostwach Europy w 1971 w Sofii zdobyła srebrny medal w sztafecie 4 × 2 okrążenia (w składzie: Gisela Ahlemeyer, Ellenberger, Anette Rückes i Christa Czekay) oraz odpadła w półfinale biegu na 400 metrów. Zajęła 5. miejsce w biegu na 800 metrów na mistrzostwach Europy w 1971 w Helsinkach, a także na halowych mistrzostwach Europy w 1972 w Grenoble. Odpadła w półfinale tej konkurencji na igrzyskach olimpijskich w 1972 w Monachium.
Zwyciężyła w sztafecie 4 × 2 okrążenia (w składzie: Dagmar Jost, Erika Weinstein, Annelie Wilden i Ellenberger) na halowych mistrzostwach Europy w 1973 w Rotterdamie, a na halowych mistrzostwach Europy w 1974 w Göteborgu zdobyła srebrny medal w biegu na 800 metrów, przegrywając jedynie z Elżbietą Katolik z Polski. Na mistrzostwach Europy w 1974 w Rzymie zajęła 8. miejsce w biegu na 800 metrów, a na halowych mistrzostwach Europy w 1976 w zdobyła brązowy medal na tym dystansie, za Bułgarkami Nikoliną Szterewą i Lilaną Tomową.
Była mistrzynią RFN w biegu na 800 metrów w 1974, wicemistrzynią na tym dystansie w 1971 i 1975 oraz brązową medalistką w 1972 i 1976. Była również mistrzynią swego kraju w sztafecie 4 × 400 metrów w latach 1976–1979 oraz w sztafecie 3 × 800 metrów w latach 1972–1976 i 1978. Zwyciężyła także w drużynowym biegu przełajowym (na krótkim dystansie) w 1973. W hali była mistrzynią w biegu na 800 metrów w 1972, 1974 i 1977 oraz wicemistrzynią w 1975 i 1976, a także mistrzynią w biegu sztafetowym w 1973 i 1974 oraz brązową medalistką w biegu na 400 metrów w 1971.
Jej rekord życiowy w biegu na 800 metrów pochodził z 1975 i wynosił 2:00,88 s.